# Chef de projet
Pour les articles homonymes, voir CDP.
 (avril 2018).
Si vous disposez d'ouvrages ou d'articles de référence ou si vous connaissez des sites web de qualité traitant du thème abordé ici, merci de compléter l'article en donnant les références utiles à sa vérifiabilité et en les liant à la section « Notes et références ».
Le chef de projet (CDP) est la personne chargée de mener un projet et de gérer son bon déroulement. De manière générale, sans être systématique, il anime une équipe pendant la durée du ou des projet(s) dont il a la charge.
D'autres appellations existent pour ce type de poste (chargé/coordonnateur/responsable/gestionnaire/administrateur/directeur, etc.) et varient en fonction de l'organisation et de la taille de l'entreprise de travail.
L'ensemble de ces appellations renvoient à la notion de responsabilité en pratiquant des compétences de gestion de projet, en ayant de bonnes capacités relationnelles, ainsi que des connaissances techniques dans les domaines d'activités concernés.
Le terme s'applique dans divers secteurs, tels que la traduction et l'interprétation, l'Urbanisme, l'Aménagement du territoire, le BTP, l'ingénierie industrielle, logicielle, le marketing et la communication, pour la conception ou la modification de produits, de services, de systèmes, ou bien la mise en place de nouveaux procédés ou démarches (par exemple la démarche qualité, l'amélioration de la productivité, ou la gestion de la relation client).

## Profils des chefs de projets

### Différents types de chefs de projets
De nombreuses appellations autres que chef de projet existent comme chargé/coordonnateur/responsable/gestionnaire/administrateur/directeur, etc. Elles répondent au même métier et varient en fonction de l'organisation et de la taille de l'entreprise de travail.
Il est possible de dresser une hiérarchie structurelle des différents profils de chefs de projets, en fonction de la taille de leur structure de travail (entreprises, collectivités territoriales, État), de leurs fonctions et de leurs expériences :
- Assistant(e) chef(fe) de projet (ou Chef(fe) de projet junior) : Bras droit du chef de projet, il apporte des aides au responsable du projet, peut co-gérer tout ou partie du projet et peut-être amené à représenter le responsable de projet lorsque cela est nécessaire. Ils sont parfois qualifié d'assistant dans certaines entreprises car ce sont parfois des débutants qui exercent des fonctions très spécifiques ou simplement chargé de projet même si cette dernière appellation renvoient à la fonction de chef de projet. Il n'encadre généralement pas d'équipe.

- Chef(fe) de projet (ou Coordonnateur de projet/Adjoint au directeur) : Désigné comme responsable du projet, il encadre généralement, mais pas systématiquement, une équipe de projet. Il contrôle tous les éléments pour mener à bien le projet sauf s'il se retrouver à assister un directeur de projet ou de programme ce qui amène à faire varier la diversité de ses tâches.

- Directeur de projet : conduit un ou plusieurs projets complexes, souvent avec plusieurs entreprises, des contrats importants et parfois avec des équipes nombreuses mais ce n'est pas systématique. Il peut avoir sous ses ordres une équipe de projet ou être soutenu par un chargé/coordonnateur/chef de projet. Il est parfois appelé coordonnateur/chef/chargé de projet selon l'organisation et le fonctionnement des structures qui l'emploient.

- Directeur/Directrice de programme : fédère un ensemble de projets différents sur une même thématique.

Selon la taille des structures, le nombre, l'importance et le type des projets, la direction d'un projet peut varier.

Les directeurs de projet/programme sont systématiquement les responsables des projets. D'autres appellations du métier peuvent avoir la direction d'un projet comme les chefs/chargés/coordonnateurs de projet comme celles d'un profil d'assistant de chef/directeur de projet/programme.

L'appellation du métier n'est pas forcément un gage permettant de définir un niveau hiérarchique à l'exception des directeurs de projet/programme.

Par exemple, un directeur projet/service peut-être soutenu par un chargé/chef/coordonnateur de projet qui se retrouve dans un rôle d'adjoint au directeur. Dès lors, l'importance de leurs activités dépendra du nombre de projets et de l'ensemble des tâches qu'ils réaliseront. Ce qui peut distinguer un directeur de son adjoint est que le premier aura la responsabilité de la signature des budgets, des accords, de la direction des projets devant les dirigeants d'entreprise ou responsables politiques.
Le "Project Management Institute" (Institut de Gestion de Projet) de Montréal hiérarchise les métiers de la gestion de projet comme suit :
- Gestionnaire de projet : "Il a, normalement, la responsabilité d’organiser de bout en bout le bon déroulement du projet (coûts, échéancier, spécifications, qualité, etc.)."
- Chargé de projet ou chef de projet : "est celui qui dirige un projet, souvent sous la responsabilité d’un coordonnateur de projets.
- Coordonnateur de projets : "responsable de la gestion de petits projets. Assiste souvent un directeur de projet."
- Directeur de projet :"le professionnel qui dirige un projet de grande envergure, contrairement à un chargé/chef de projet/coordonnateur. Il pilote le projet, anticipe les impacts, conduit le changement et arbitre les décisions et assure la communication, souvent soutenu par une équipe de gestion de projet."
- Contrôleur de projet : "responsable de la planification, de la mise à jour et du contrôle de projets. Celui qui rend compte de l’état du projet. Souvent le copilote du projet."

L'institut précise que le titre et le niveau hiérarchique dépendent du niveau de responsabilité et l'importance ou de l'ampleur du projet, ainsi que de l'organisation de chaque entreprise/administration.
Il note aussi le développement d'un nouveau métier très proche qui est celui de gestionnaire de portefeuille de projets qui consiste à avoir la responsabilité de gérer un ensemble de projets, souvent en lien avec le plan stratégique d'une entreprise/administration.

### Compétences et profils attendus des chefs de projets
Les compétences attendues du chef de projet sont assez bien connues. Des travaux poussés ont été menés pour définir les compétences attendues du chef de projet idéal, sur la base des travaux de Gilles Garel, Vincent Giard et Christophe Midler :
- La maîtrise instrumentale du pilotage de projet (les outils) : « Une maîtrise minimale des principales instrumentations d’analyse d’un projet et de maîtrise de ses délais et de ses coûts, est nécessaire. On peut ainsi citer parmi elles les formalismes d’analyse fonctionnelle et de décomposition en tâches, les outils d’ordonnancement (diagramme de Gantt, réseau PERT), le contrôle des coûts par la valeur acquise, etc. » ;

- La maîtrise des champs techniques impliqués dans le projet (le métier technique) : « Un chef de projet purement gestionnaire ne saurait exister bien longtemps s’il ne peut débattre sur le fond des problèmes avec les acteurs métiers qu’il coordonne » ;

- La compréhension des spécificités du projet et l’adhésion à ses objectifs (l'environnement) : « Gérer un projet requiert une compétence qualifiée d’historique, laquelle se construit au fur et à mesure du déroulement du projet. En effet, la connaissance fine des éléments historiques d’un projet est une compétence en soi, qui ne s’acquiert que par une participation et une implication du chef de projet de bout en bout » ;

- Les compétences sociales (le travail en groupe) : « En fait, la principale difficulté qui se présente au chef de projet est de parvenir à mobiliser des acteurs, sur lesquels il n’a pas forcément de pouvoir formel. Dès lors, le carnet d’adresses ou le réseau qu’il a constitué au cours de sa carrière, ses qualités personnelles pour défendre son projet ou négocier avec des acteurs clés constituent des ressources indispensables » ;

- Les compétences de traduction entre les langages des métiers (le rôle de facilitateur) : « Ainsi, le chef de projet peut être considéré comme un acteur d’interface, qui joue le rôle de facilitateur de débat. On parle également « d’acteur intégrateur », puisque le chef de projet a pour mission de coordonner et d’interconnecter les différentes compétences métiers qui doivent intervenir sur le projet ».

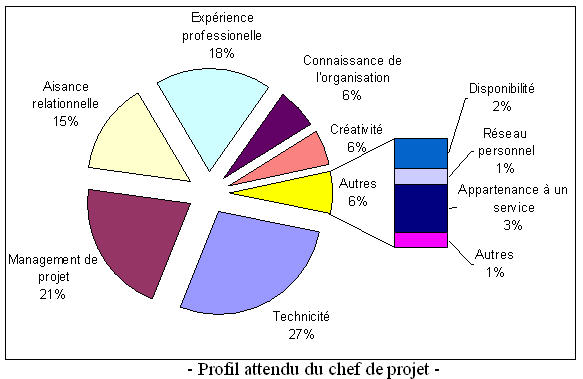
Une autre façon de traduire ces compétences se retrouve sur l'étude du profil attendu chef de projet selon le graphique ci-dessus.

Sur la base des travaux de Jennifer Krahn et Francis Hartment qui classent les compétences clés d'un chef de projet dans l'ordre décroissant d'importance, le leadership est une composante très forte qui, une fois développée, permet d'augmenter les chances de succès d'un projet.

## Exemples de chef de projet

### Chef (ou chargé) de projet d'architecture, de génie ou de design
Dans les domaines de l'architecture, du design, ou du génie, le chargé de projet est la personne responsable du bon déroulement du développement d'une ou de plusieurs étapes d'un projet. Il peut s'agir de la réalisation des études d'avant-projet, de l'élaboration de concepts, ou de la réalisations des dessins préliminaires et définitifs devant mener à la réalisation d'un objet (design) ou d'un ouvrage (bâtiment ou ouvrage civil) pour le compte d'un client ou destiné à une clientèle.

### Chef de projet informatique
En informatique, le chef de projet est la personne chargée de gérer le bon déroulement du développement d'un logiciel, de la mise en place d'un réseau informatique, ou de tout type de projet informatique en général.
Dans les projets informatiques, la programmation d'un logiciel se fait généralement par une équipe de programmeurs. Il est nécessaire qu'une personne organise le bon déroulement et sache inciter et motiver l'équipe à adopter les comportements pour mener à bien les tâches liées au développement du projet dans les délais (conception, développement, test…).
Dans certaines situations, et de façon non exhaustive, le chef de projet peut être amené à :
- avoir une forte expérience en tant qu'analyste programmeur ;
- assurer la fonction d’étude, de conception et d’évolution du domaine applicatif dont il a la charge, afin de répondre au mieux aux besoins de l’utilisateur ;
- assurer le lien avec la diffusion (support client) ;
- réaliser les études nécessaires en s'assurant que la solution choisie s’intègre dans le système d'information existant, et élaborer le cahier des charges adéquat ;
- gérer les développements découlant de ces études, planifier le travail de ses collaborateurs et/ou des équipes externes en tenant compte des délais impartis ;
- contrôler que l’applicatif « livré » aux utilisateurs est conforme aux souhaits exprimés (recette) et assurer la mise en œuvre d’une formation adéquate à l’application ;
- veiller au respect des normes et méthodes en vigueur et à la constitution d’une documentation indispensable à la compréhension et maintenance corrective et évolutive de l’applicatif ;
- se montrer force de proposition quant aux ressources et moyens à mettre en œuvre, afin d’optimiser l’ensemble des conditions de réalisation de sa mission.

### Chef de projet organisation
Le chef de projet organisation est chargé de mettre en place une nouvelle organisation au sein d'une entreprise.
Si le projet d'organisation est couplé avec un projet informatique, le chef de projet informatique joue le rôle de maître d'œuvre et le chef de projet organisation celui de maître d'ouvrage.
Le projet d'organisation peut consister à centraliser les services paie de plusieurs sites, ou encore à mettre en place la conformité financière d'une entreprise (comme Sarbanes-Oxley par exemple). L'équipe projet est alors composée de gestionnaires paie & RH, ou de financiers.
Le chef de projet :
- assure la définition de la cible organisationnelle à atteindre[6] ;
- contrôle l'exécution du projet : prestataires, consultants, maîtrise d'oeuvre ;
- réalise les études d'impact et prépare les formations nécessaires à la conduite du changement ;
- reporte au commanditaire (financeur du projet), lui-même en lien avec les dirigeants au sein du comité de pilotage ;
- veille au respect des normes et documente le projet (procédures, modes opératoires) en phase avec la politique qualité de la société.

### Chef de projet R&D
Le chef de projet recherche et développement est chargé de mettre au point un nouveau produit au sein d'une entreprise.
Le projet R&D a pour objectif de donner de nouveaux produits à commercialiser à l'entreprise. Cela peut être des produits pharmaceutiques, de nouveaux matériaux, de nouveaux produits manufacturés etc.
Le chef de projet R&D est souvent un chercheur, un scientifique, mais avec des profils très variés (docteur, ingénieur...) selon les domaines considérés.
L'équipe projet est alors le plus souvent composée des différents métiers qui interviennent dans le développement du produit futur : producteur/industriel, marketing, propriété intellectuelle. Par exemple, un chef de projet pharmaceutique sera un chercheur avec dans son équipe des responsables : industriel, contrôle qualité, assurance qualité, marketing, affaires réglementaires, études cliniques, toxicologue, etc.
Le chef de projet :
- assure la définition de la cible produit à atteindre, souvent assez large ;
- propose une stratégie scientifique ou une démarche pouvant permettre d'atteindre le produit souhaité ;
- assure la coordination scientifique et technique du projet ;
- gère les partenariats avec les laboratoires & autorités externes ;
- veille au respect des normes et méthodes en vigueur et à la constitution d’une documentation qualité (procédures, modes opératoires) en phase avec la politique qualité de la société ;
- se montre force de proposition quant aux ressources et moyens à mettre en œuvre, afin d’optimiser l’ensemble des conditions de réalisation de sa mission ;
- est redevable d'une obligation de moyen, plus que de résultats, le taux d'échec des projets R&D étant très élevé (mais très peu de statistiques sur le sujet).

### Chef de projet Industriel
Le chef de projet industriel est chargé de construire un outil de production : ligne de production ou de conditionnement, laboratoire de contrôle, immeuble de grande hauteur logistique etc.
Les projets industriels sont à la frontière du bâtiment, des processus et procédés de fabrication et du produit. Ils ont aussi la particularité de gérer près de 60 à 70 % de leur budget sous forme de contrats ou marchés.
L'équipe projet est composée en partie de spécialistes du métier de l'entreprise et pour une autre partie des représentants des sociétés d'ingénierie ou de travaux.
Le chef de projet :
- assure la définition du programme du projet, qui précise les objectifs précis à atteindre ;
- Met en place les instances de pilotage permettant de faire valider les grandes orientations de la solution mais aussi les plans d'implantation, les principaux schémas des flux etc. ;
- assure le lien avec les utilisateurs (producteurs, logisticiens) mais également avec les dirigeants concernés au sein du comité de pilotage ;
- réalise les études d'impact nécessaires de façon à permettre une vraie démarche de conduite du changement ;
- gère les contrats des cabinets d'ingénierie et de travaux externes dans le respect du budget et des coûts ;
- veille au respect des normes et méthodes en vigueur et à la constitution d’une documentation qualité (procédures, modes opératoires) en phase avec la politique qualité de la société ;
- assure la montée en puissance (commissioning) et la qualification (ou recette dans le milieu informatique) de l'outil de production ;
- assure la maintenance future de l'installation en préparant tous les documents et stocks initiaux ;
- se montre force de proposition quant aux ressources et moyens à mettre en œuvre, afin d’optimiser l’ensemble des conditions de réalisation de sa mission.

## Formation des chefs de projets
La formation des chefs de projets est une thématique ayant fortement évolué depuis 20 ans, en particulier avec l'apparition de masters spécialisés en formation initiale. Deux situations peuvent être prises en compte ci-dessous.

### Formation initiale
La formation initiale en management de projet se fait soit comme module dans une formation initiale d'ingénieur ou d'école de commerce par exemple ou par un Master spécialisé. Ces masters spécialisés sont principalement dispensés par des écoles d'ingénieurs.

### Formation continue
Dans cette catégorie, deux types de besoins : formation des chefs de projets professionnels ou formation des chefs de projets occasionnels.

#### Formation des chefs de projets professionnels
Ces chefs de projets sont amenés à conduire de manière pérenne, tout au moins sur une longue période, les projets de leur entreprise. On en trouve de gros bataillons dans l'automobile, l'armement, le nucléaire, le ferroviaire. Ils correspondent aux générations n'ayant pas eu accès aux Master spécialisés. La formation se fait alors :
- soit au sein des écoles ou académies de formation internes,
- soit dans les organismes de formation continue.

L'objectif est d'obtenir une certification professionnelle reconnue comme celles de l'AFITEP, de la SMaP ou du PMI pour les projets industriels/BTP. Les meilleures étant les certifications  IPMA de A à D. D'autres certifications comme CMMI ou Scrum pour les projets sont plus orientées SI.

#### Formation des chefs de projets occasionnels
La formation des chefs de projets occasionnels est plus aléatoire. Ci-dessous est reprise une étude réalisée sur une cinquantaine de responsables formations en 2005. Elle détaille les principales solutions de formation proposées aux nouveaux chefs de projets.

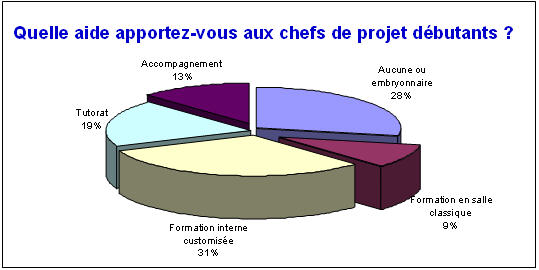

Certaines particularités liées à la formation des chefs de projets occasionnels doivent être soulignées :
- La relation au temps : la formation doit intervenir au bon moment, lors du démarrage du projet ce qui milite pour les formations avec une fréquence suffisante ou le tutorat/accompagnement.
- Le ciblage du besoin : former un chef de projet utilisateur d'un projet informatique ne couvrira pas les mêmes sujets que ceux d'un chef de projet de re-organisation AQ sur plusieurs pays. Le choix du programme de formation est primordial.

La formation d'un chef de projet occasionnel est donc plus subtile que celle d'un chef de projet professionnel, où on utilise les grands moyens en formant sur l'intégralité de la base des connaissances.

## Importance du chef de projet

### Facteurs de succès
L'impact du chef de projet est majeur pour la réussite du projet. Les facteurs de succès connus (source PMI FactBook) sont repris ci-dessous :

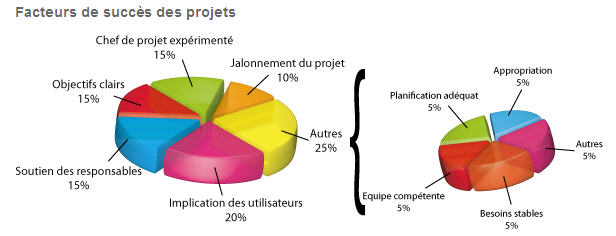

Il s'avère que les principaux facteurs de succès sont liés au chef de projet. Il est chargé :
- De structurer le projet pour arriver à une date clé par trimestre (en moyenne) de façon à fédérer les équipes sur un objectif court terme,
- D'assurer la communication avec les dirigeants pour les maintenir dans la boucle et obtenir sur la longueur leur soutien,
- De travailler avec le sponsor pour faire clarifier et formaliser les objectifs,
- Enfin, d'organiser des ateliers utilisateurs ou d'expression de besoin en début de projet pour impliquer les utilisateurs.

De fait, le chef de projet est central sur tous ces aspects. Il représente donc statistiquement 75 % des facteurs de succès du projet.

### Taux de succès projets
Le taux de succès des projets est peu communiqué. Parmi les sources disponibles on peut citer les études du Standish Group publiées dans le "Chaos report" mais qui ne concernent que des projets informatiques. La dernière version publique date de 2009 et est reprise ci-dessous :

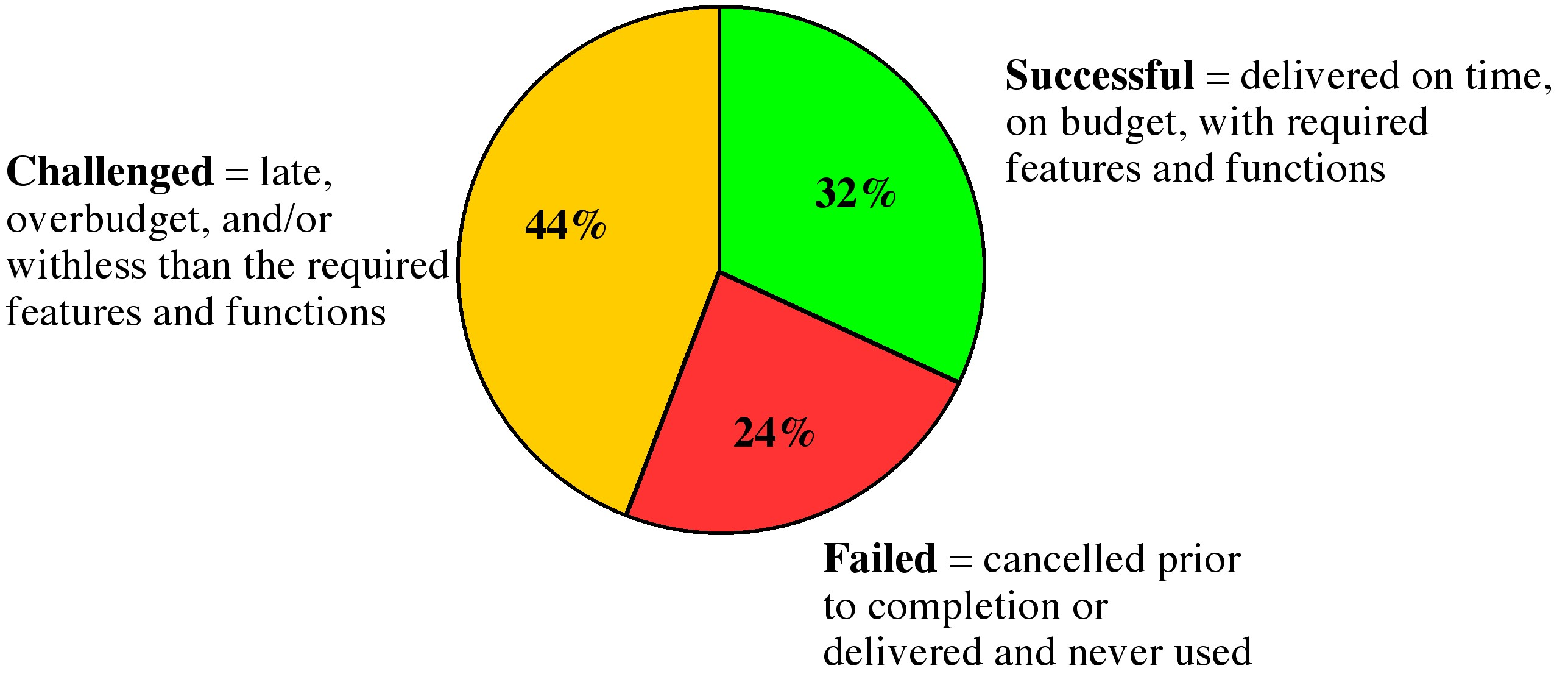
' : les projets terminés dans les temps, respectant le budget et livrés complets ;
' : les projets livrés en retard et/ou avec dépassement budgétaire et/ou avec ajustements ;
' : les projets annulés ou non utilisés après livraison.

Il existe également le PMI factbook dont la deuxième édition date de 2001.
Il en ressort que le taux de réussite moyen d'un projet est faible. Près d'un chef de projet sur 4 ne finit pas son projet. 1 sur 2 livre un résultat assez décevant. Le métier de chef de projet n'est donc pas associé à une garantie de succès.